# Saison 1977-1978 du FC Nantes
Chronologie
Saison précédente Saison suivante
La saison 1977-1978 du FC Nantes est la 35e saison de l'histoire du club nantais. Le club est engagé dans trois compétitions : la Division 1 (15e participation), la Coupe de France (35e participation) et la Coupe des Clubs Champions (4e participation).

## Effectif et encadrement

### Tableau des transferts
| Nom              | Nationalité | Poste     | Modalités      | Provenance/Destination | Division                       |
| ---------------- | ----------- | --------- | -------------- | ---------------------- | ------------------------------ |
| Arrivées         |             |           |                |                        |                                |
| Denis Mérigot    | France      | Attaquant | Retour de prêt | FC Lorient             | Division 2 - B (D2)            |
| Henri Aniol      | France      | Attaquant |                | FC Nantes rés.         | Division 3 - Ouest (D3)        |
| Fabrice Picot    | France      | Attaquant |                | AS Cherbourg           | DH Normandie (D4)              |
| Départs          |             |           |                |                        |                                |
| Bruno Steck      | France      | Défenseur |                | FC Nantes rés.         | Division 3 - Centre-Ouest (D3) |
| Bernard Vendrely | France      | Milieu    |                | Troyes AF              | Division 1 (D1)                |
| Robert Gadocha   | Pologne     | Attaquant |                | Joueur libre           |                                |

| Nom               | Nationalité | Poste     | Modalités | Provenance/Destination | Division        |
| ----------------- | ----------- | --------- | --------- | ---------------------- | --------------- |
| Départs           |             |           |           |                        |                 |
| Yves Triantafilos | France      | Attaquant | (octobre) | FC Rouen               | Division 1 (D1) |

## Matchs de la saison

### Division 1
| Date              | Journée | Adversaire               | Lieu | Score | Buteurs du FC Nantes                                                   | Class. | Affluence |
| ----------------- | ------- | ------------------------ | ---- | ----- | ---------------------------------------------------------------------- | ------ | --------- |
| 3 août 1977       | J01     | OGC Nice                 | Ext. | 0 - 1 | -                                                                      |        | 18.510    |
| 9 août 1977       | J02     | FC Metz                  | Ext. | 2 - 2 | Amisse 25e, Sahnoun 54e                                                |        | 16.962    |
| 16 août 1977      | J03     | Nîmes Olympique          | Dom. | 3 - 1 | Sahnoun 50e, Pécout 62e 66e                                            |        | 18.207    |
| 19 août 1977      | J04     | Troyes AF                | Ext. | 0 - 1 | -                                                                      |        | 7.051     |
| 30 août 1977      | J05     | RC Lens                  | Dom. | 2 - 0 | Van Straelen 83e, Rio 87e                                              |        | 16.178    |
| 2 septembre 1977  | J06     | Stade lavallois          | Ext. | 1 - 1 | Baronchelli 49e                                                        |        | 17.390    |
| 9 septembre 1977  | J07     | FC Sochaux-Montbéliard   | Dom. | 2 - 0 | Bossis 70e, Rampillon 77e                                              |        | 16.096    |
| 17 septembre 1977 | J08     | AS Saint-Etienne         | Ext. | 1 - 2 | Michel 58e                                                             |        | 25.714    |
| 23 septembre 1977 | J09     | SEC Bastia               | Dom. | 2 - 0 | Rampillon 15e, Baronchelli 83e                                         |        | 15.524    |
| 1er octobre 1977  | J10     | AS Monaco FC             | Ext. | 1 - 1 | Lacombe 80e                                                            |        | 5.909     |
| 11 octobre 1977   | J11     | Paris Saint-Germain FC   | Dom. | 3 - 1 | Bargas 40e, Amisse 54e, Van Straelen 76e                               |        | 15.185    |
| 22 octobre 1977   | J13     | FC Girondins de Bordeaux | Dom. | 4 - 1 | Tusseau 5e, Rampillon 5e, Michel 57e, Van Straelen 64e                 |        | 11.742    |
| 28 octobre 1977   | J14     | Stade de Reims           | Ext. | 3 - 1 | Pécout 1re 14e, Michel 42e                                             |        | 11.632    |
| 9 novembre 1977   | J16     | Olympique de Marseille   | Ext. | 2 - 2 | Rampillon 4e, Lacombe 56e                                              |        | 35.228    |
| 19 novembre 1977  | J17     | US Valenciennes-Anzin    | Dom. | 4 - 1 | Pécout 12e, Rampillon 23e, Lacombe 49e, Amisse 60e                     |        | 12.239    |
| 22 novembre 1977  | J15     | RC Strasbourg            | Dom. | 1 - 1 | Amisse 43e                                                             |        | 11.336    |
| 26 novembre 1977  | J18     | Olympique lyonnais       | Ext. | 0 - 1 | -                                                                      |        | 11.200    |
| 30 novembre 1977  | J19     | FC Rouen                 | Dom. | 0 - 0 | -                                                                      |        | 6.862     |
| 3 décembre 1977   | J20     | FC Metz                  | Dom. | 2 - 0 | Michel 89e, Amisse 90e                                                 |        | 7.629     |
| 11 décembre 1977  | J21     | Nîmes Olympique          | Ext. | 0 - 0 | -                                                                      |        | 5.877     |
| 14 décembre 1977  | J12     | AS Nancy-Lorraine        | Ext. | 0 - 3 | -                                                                      |        | 14.123    |
| 17 décembre 1977  | J22     | Troyes AF                | Dom. | 3 - 0 | Pécout 1re 42e, Amisse 21e                                             |        | 7.789     |
| 7 janvier 1978    | J23     | RC Lens                  | Ext. | 1 - 0 | Rampillon 69e                                                          |        | 12.330    |
| 14 janvier 1978   | J24     | Stade lavallois          | Dom. | 3 - 0 | Amisse 5e, Rampillon 23e, Pécout 63e                                   |        | 17.850    |
| 22 janvier 1978   | J25     | FC Sochaux-Montbéliard   | Ext. | 1 - 1 | Pécout 63e                                                             |        | 9.040     |
| 3 février 1978    | J26     | AS Saint-Etienne         | Dom. | 1 - 0 | Amisse 70e                                                             |        | 24.846    |
| 11 février 1978   | J27     | SEC Bastia               | Ext. | 0 - 0 | -                                                                      |        | 3.811     |
| 4 mars 1978       | J30     | AS Nancy-Lorraine        | Dom. | 2 - 0 | Amisse 11e 41e                                                         |        | 17.214    |
| 11 mars 1978      | J31     | FC Girondins de Bordeaux | Ext. | 0 - 1 | -                                                                      |        | 14.168    |
| 14 mars 1978      | J28     | AS Monaco FC             | Dom. | 1 - 0 | Baronchelli 46e                                                        |        | 22.539    |
| 25 mars 1978      | J32     | Stade de Reims           | Dom. | 3 - 1 | Pécout 63e 89e, Amisse 71e                                             |        | 11.352    |
| 28 mars 1978      | J29     | Paris Saint-Germain FC   | Ext. | 1 - 0 | Pécout 45e                                                             |        | 33.597    |
| 4 avril 1978      | J33     | RC Strasbourg            | Ext. | 0 - 1 | -                                                                      |        | 31.459    |
| 8 avril 1978      | J34     | Olympique de Marseille   | Dom. | 1 - 0 | Baronchelli 49e                                                        |        | 23.779    |
| 21 avril 1978     | J35     | US Valenciennes-Anzin    | Ext. | 2 - 0 | Pécout 6e, Aniol 33e                                                   |        | 7.452     |
| 25 avril 1978     | J36     | Olympique lyonnais       | Dom. | 2 - 0 | Rampillon 5e, Baronchelli 33e                                          |        | 16.568    |
| 28 avril 1978     | J37     | FC Rouen                 | Ext. | 0 - 0 | -                                                                      |        | 6.398     |
| 2 mai 1978        | J38     | OGC Nice                 | Dom. | 6 - 1 | Rio 16e, Rampillon 50e, Bibard 61e, Pécout 77e, Michel 80e, Bossis 82e |        | 20.000    |

### Coupe de France
| Date                     | Tour                     | TV | Adversaire      | Niveau | Lieu   | Score      | Buteurs du FCN                                                  | Affluence |
| ------------------------ | ------------------------ | -- | --------------- | ------ | ------ | ---------- | --------------------------------------------------------------- | --------- |
| Dimanche 29 janvier 1978 | 1/32e de finale          |    | Le Havre AC     | (D3)   | Neutre | 2 - 0 a.p. | Baronchelli 95e, Sahnoun 113e                                   | 7.000     |
| Mercredi 22 février 1978 | 1/16e de finale - aller  |    | Amicale de Lucé | (D2)   | Dom.   | 2 - 1      | Rampillon 23e, Amisse 65e                                       | 7.000     |
| Samedi 25 février 1978   | 1/16e de finale - retour |    | Amicale de Lucé | (D2)   | Ext.   | 3 - 1      | Pécout 5e, Rio 38e (pen.), Amisse 66e                           | 9.788     |
| Samedi 18 mars 1978      | 1/8e de finale - aller   |    | US Dunkerque    | (D2)   | Dom.   | 2 - 0      | Rampillon 46e, Amisse 56e                                       | 7.658     |
| Mercredi 22 mars 1978    | 1/8e de finale - retour  |    | US Dunkerque    | (D2)   | Ext.   | 5 - 0      | Michel 50e, Amisse 55e, Pécout 76e, Muller 79e, Baronchelli 85e | 11.000    |
| Vendredi 14 avril 1978   | 1/4 de finale - aller    |    | OGC Nice        | (D1)   | Ext.   | 1 - 4      | Rampillon 8e                                                    | 10.184    |
| Mardi 18 avril 1978      | 1/4 de finale - retour   |    | OGC Nice        | (D1)   | Dom.   | 1 - 0      | Michel 40e                                                      | 20.000    |

### Coupe des Clubs Champions
| Date                       | Tour                    | TV | Adversaire         | Niveau                | Lieu | Score | Buteurs du FCN | Affluence |
| -------------------------- | ----------------------- | -- | ------------------ | --------------------- | ---- | ----- | -------------- | --------- |
| Mercredi 14 septembre 1977 | 1er tour - aller        |    | ASVS Dukla Prague  | I. Liga (D1)          | Ext. | 1 - 1 | Amisse 34e     | 13.885    |
| Mercredi 28 septembre 1977 | 1er tour - retour       |    | ASVS Dukla Prague  | I. Liga (D1)          | Dom. | 0 - 0 | -              | 17.000    |
| Mercredi 19 octobre 1977   | 1/8e de finale - aller  |    | Atlético de Madrid | Primera División (D1) | Dom. | 1 - 1 | G. Lacombe 47e | 20.000    |
| Mercredi 2 novembre 1977   | 1/8e de finale - retour |    | Atlético de Madrid | Primera División (D1) | Ext. | 1 - 2 | G. Lacombe 32e | 75.000    |

## Statistiques

### Statistiques collectives
| Compétition               | Débute au tour  | Termine        | Matches joués | Gagnés | Nuls | Perdus | Buts pour | Buts contre | Différence |
| ------------------------- | --------------- | -------------- | ------------- | ------ | ---- | ------ | --------- | ----------- | ---------- |
| Division 1                | -               | 2e             | 38            | 21     | 10   | 7      | 60        | 26          | +34        |
| Coupe de France           | 1/32e de finale | 1/4 de finale  | 7             | 6      | 0    | 1      | 16        | 6           | +10        |
| Coupe des Clubs Champions | 1er tour        | 1/8e de finale | 4             | 0      | 3    | 1      | 3         | 4           | -1         |
| Total                     | -               | -              | 49            | 27     | 13   | 9      | 79        | 36          | +43        |

## Affluences
L'affluence à domicile du FC Nantes atteint un total :
- de 292 935 spectateurs en 19 rencontres de Division 1, soit une moyenne de 15 418/match.
- de 34 658 spectateurs en 3 rencontres de Coupe de France, soit une moyenne de 11 553/match.
- de 37 000 spectateurs en 2 rencontres de Coupe des Clubs Champions, soit une moyenne de 18 500/match.
- de 364 593 spectateurs en 24 rencontres toutes compétitions confondues, soit une moyenne de 15 191/match.

Affluence du FC Nantes à domicile